# Капатово
Капатово (болг. Капатово) — село в Благоевградской области Болгарии. Входит в состав общины Петрич. Находится примерно в 15 км к северо-востоку от центра города Петрич и примерно в 66 км к югу от центра города Благоевград. По данным переписи населения 2011 года, в селе  проживало 215 человек.

## Население
| Год     | 1934 | 1946 | 1956 | 1965 | 1975 | 1985 | 1992 | 2001 | 2011 |
| ------- | ---- | ---- | ---- | ---- | ---- | ---- | ---- | ---- | ---- |
| Жителей | 593  | 671  | 629  | 616  | 501  | 381  | 301  | 257  | 215  |

| Национальность | Человек | Процент |
| -------------- | ------- | ------- |
| болгары        | 197     | 97,04%  |
| другие         | 6       | 2,96%   |
| Всего ответов  | 203     |         |

|  |

## Известные жители и уроженцы
- Крестьо Хаджииванов (1929—1952) — болгарский поэт.